# Sambou Yatabaré
Sambou Yatabaré (ur. 2 marca 1989 w Beauvais) – malijski piłkarz francuskiego pochodzenia występujący na pozycji pomocnika w reprezentacji Mali. Wychowanek SM Caen, w swojej karierze grał także w takich zespołach jak AS Monaco, SC Bastia, Olympiakos SFP, Guingamp, Standard Liège, Werder Brema i Royal Antwerp FC. Były młodzieżowy reprezentant Francji. Młodszy brat Mustaphy Yatabaré.